# Cribbia
Genre
Cribbia est un genre d'Orchidées.

## Liste d'espèces
Selon Catalogue of Life (21 décembre 2018) :
- Cribbia brachyceras (Summerh.) Senghas
- Cribbia confusa P.J.Cribb
- Cribbia pendula la Croix & P.J.Cribb
- Cribbia thomensis la Croix & P.J.Cribb

Selon NCBI (21 décembre 2018) :
- Cribbia brachyceras
- Cribbia confusa
- Cribbia pendula
- Cribbia thomensis

Selon The Plant List (21 décembre 2018) :
- Cribbia brachyceras (Summerh.) Senghas
- Cribbia confusa P.J.Cribb
- Cribbia pendula la Croix & P.J.Cribb
- Cribbia thomensis la Croix & P.J.Cribb

Selon Tropicos (21 décembre 2018) (Attention: la liste brute ci-dessous contient possiblement des synonymes) :
- Cribbia brachyceras (Summerh.) Senghas
- Cribbia confusa P.J. Cribb
- Cribbia pendula la Croix & P.J. Cribb
- Cribbia thomensis la Croix & P.J. Cribb